# 呉北渚
呉北渚（ご ほくしょ、 寛政10年 10月11日（1798年11月18日） – 文久3年 9月4日（1863年10月16日））は、江戸時代後期の日本の書家・篆刻家である。頼山陽にその人柄と書・篆刻を三絶と称賛された。
名は篇策または策（篇は譲り字）、字を成章・子方・文英・君易・易矦・元馭、号は北渚の他に烏舟・藻亭。斎室名に鳴葭堂・習静斎・自怡堂・暢襟室がある。通称又之助のちに備前屋又兵衛を襲名。浪華北浜の人。

## 略伝
先祖は慶長年間に難を避けて長崎に渡来した明人の呉東銘と息子の呉尚名といわれる。尚名は大坂に移り住み、大道氏を娶ると帰化して大道以休と称した。その次男の尚宇が初代備前屋又兵衛となり唐物屋を営む。以来、尚理・東滴・尚甫・東甫と代々家業を引継ぎ、北渚は第6代目に当たる。父東甫の代には中流の富裕な商家に成長していた。母は北村氏出自の冬（富遊）といった。
北渚は若いうちから学問を好み、はじめ春田横塘に就いてを経学・詩文を学んだ後、25歳の頃に篠崎小竹の梅花社に入門。さらに中井竹山とも学縁を持ち、その関係から前川虚舟に篆刻を学んでいる。書は特定の師を持たなかったが若いうちより古法帖などをよく修めて独学し、徐々に筆名が高まり、刊行物の題跋や墓碑銘の揮毫依頼が相次いだ。特に行書を得意としたが墓碑銘などは謹厳な楷書に隷味を持たせている。その書と篆刻は頼山陽に絶賛され、角田九華・田能村竹田・福井端隠・後藤松陰ら当時の文墨界の名流と交友している。篆刻の弟子に行徳玉江が育ち、書の弟子に堀博・岡田竹窓・川上泊堂・住友南汀がいる。
北渚は山中氏から幾世を娶ったが45歳で他界している。法名香雲。夫妻には子がなく養子の東好が跡を継いだ。
享年66。法名は、尚無。東淀川区南浜墓地に葬られたが後に呉氏の菩提寺である天王寺区の金台寺に改葬された。昭和33年に後裔によって西宮市の積翠寺に移葬され、遺骨は四天王寺に納められた。
印譜に『呉氏印譜』・『烏舟印略』がある。